# Homeless Nation
Homeless Nation és una organització sense ànim de lucre amb seu a Mont-real, Quebec, Canadà. Per tal de lluitar contra la fractura digital, el director de documentals Daniel Cross va crear www.HomelessNation.org l'any 2003. Aquesta web, que fou la llavor de l'organització, pretenia ser una pàgina web feta per i pels sense sostre. La web té l'objectiu de donar l'oportunitat a persones que viuen al carrer de tenir un instrument amb veu pròpia i intentar comprometre a la ciutadania. Els treballadors d'aquesta ONG ensenyen informàtica i habilitats comunicatives per facilitar la capacitat d'expressió i buscar la implicació de ciutadania. L'autoestima i l'auto-coneixement dels individus són altres elements claus que treballa l'organització amb la intenció d'ajudar a la millora del benestar dels sense sostre i, en aquells casos que sigui possible, la transició del carrer. El projecte ha impactat directament a milers d'individus de tot Canadà i ara està obtenint ressò a nivell internacional. El projecte ha guanyat quatre premis ICT.

## Història
HomelessNation.org és una organització no governamental fundada l'any 2006. És una veu col·lectiva d'àmbit nacional per la població sense sostre canadenqueas. Va ser fundada pel director de cinema documental Daniel Cross un cop estrenats els seus documentals The Street: A Film with the Homeless i S.P.I.T.: Squeegee Punks in Traffic. Té diverses seus al Canadà que inclou Mont-real (Quebec), Saint John's (Terranova i Labrador), Victoria i Vancouver (Colúmbia Britànica).
Els treballadors HomelessNation.org treballen a tot Canadà en una gran varietat de formes col·laboració amb la comunitat de sense sostre tant en refugis, centres de dia,, esdeveniments de comunitat, intervenint al propi carrer i/o a través d'Internet o les xarxes socials. També es dedica assegurant que eines digitals difondre idees a través dels mitjans de comunicació estiguin a l'abast d'aquesta comunitat, així com l'aprenentatge d'instruments de comunicació. Un exemple d'acció feta per aquesta organització fou, col·locar ordinadors a diferents refugis i centres de dia, proporcionant oportunitats de crear àudio i material visual o escrit.
Segons el lloc oficial de l'organitzacióels objectius l'ONG són construir i enfortir la comunitat de gent sense sostre tant de forma virtual com real, proporcionant accés a la internet, als mitjans de comunicació i formant a la seva població diana sobre els assumptes socials que els envolten i animant-los a tenir-hi una veu pròpia. També intenta crear diàleg entre la gent sense sostre i la societat l'objectiu de contraatacar la idea predominant d'aïllament i marginació, intentant trencar amb els estereotips i barreres de la societat.

## Premis
- 2009 World Summit Award for e-Inclusion and Participation[4]
- 2009 New Media Award[5]
- 2008 Canadian New Media Award
- 2008 Society for New Communications Research Award